# 聖母無染原罪瞻禮
聖母無染原罪瞻禮（又名聖母無原罪始胎節、聖母無原罪日），是天主教節慶之一，日期是每年的12月8日，乃慶祝聖母瑪利亞獲得無原罪的恩賜的一個瞻禮。
聖公宗並不承認聖母無染原罪，此日被稱為「童貞聖母瑪利亞受孕日」（The Conception of the Blessed Virgin Mary）。
在阿根廷、奧地利、哥斯大黎加、智利、西班牙、義大利、愛爾蘭、馬爾他和澳門等地都將此節日立為假期。

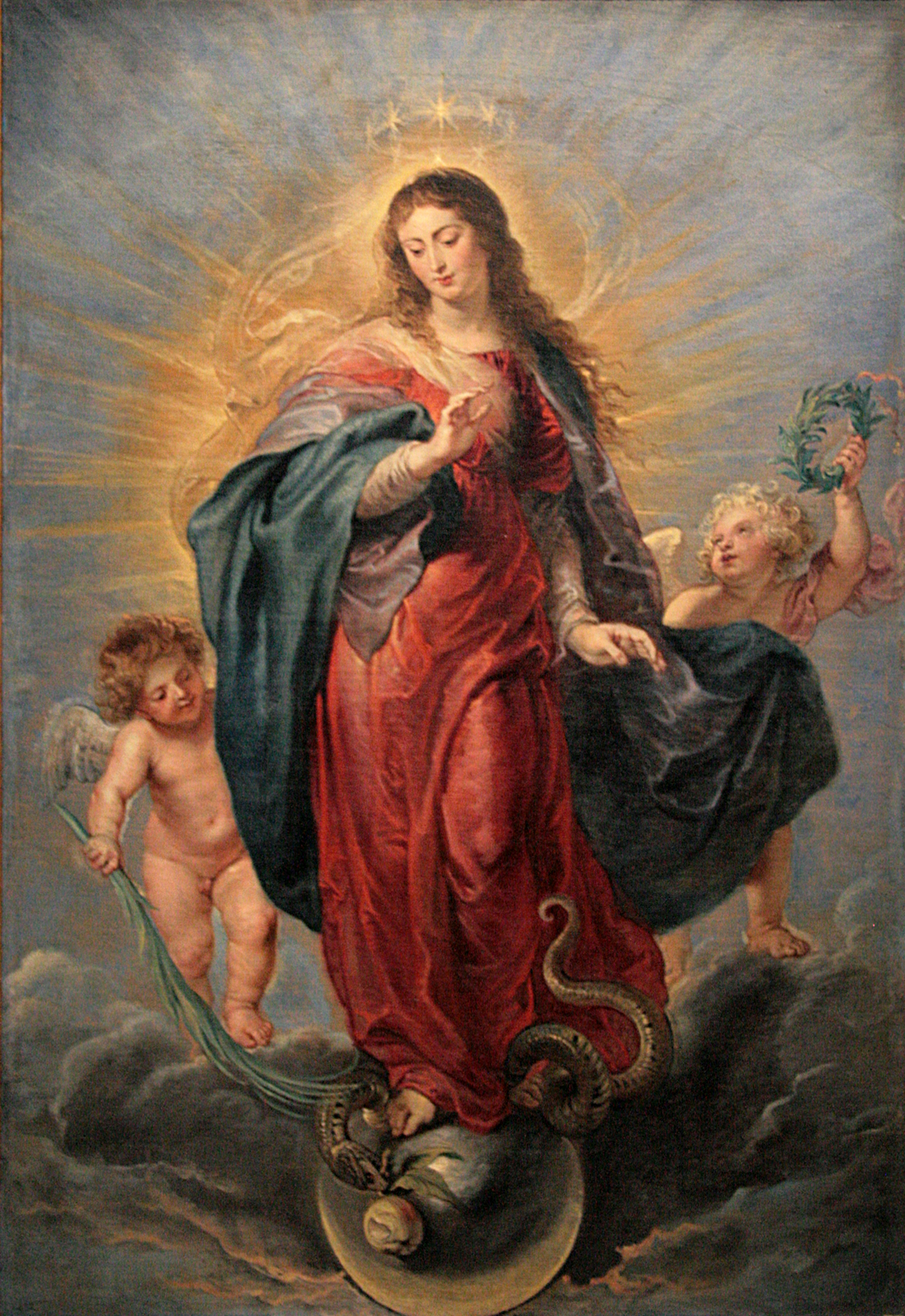
聖母無染原罪瞻禮

## 沿革
節日可追溯自8世紀的「安納懷孕瑪利亞」，慶祝日是12月9日。慶祝的對象是安納老年懷孕，也慶祝聖母瑪利亞為完全聖潔，沒有受原罪所玷染。後來節日傳到意大利南部、英國及法國，節日的重點對象改變為聖母瑪利亞，強調瑪利亞從生命開始，巳不受原罪玷染。
由於此思想沒有《聖經》根據，故在12世紀時曾受到一些神學家的反對，其中著名的有：聖納德。到13世紀時，由於方濟各會支持此為教義思想，聖母始胎無原罪的神學思想逐漸被接受。在1477年，教宗西斯篤四世批准此節日在羅馬教區舉行。到1708年，教宗克萊孟十一世把節日定為整個教會應舉行的慶節。最後，教宗良十三世提昇此節日為第一等節慶，有8日慶期。

## 相關事件
教宗本篤十六世為紀念梵蒂岡第二屆大公會議閉幕四十周年而於2005年12月8日聖母無原罪瞻禮頒布全大赦，免除罪过应受的全部暂罚。